# Карсаков, Дмитрий Борисович
Дмитрий Борисович Карсаков (29 декабря 1971, Москва) — российский футболист, полузащитник.

## Биография
Воспитанник футбольной школы московского «Торпедо» (первый тренер — Анатолий Дегтярев).
В конце 1980-х считался одним из самых талантливых и перспективных футболистов в СССР. Бронзовый призёр молодёжного чемпионате мира 1991. В высшей лиге чемпионата СССР сыграл 1 матч. В высшей лиге чемпионата России выступал в 1992—1997 за ЦСКА.
4 ноября 1992 года забил 3-й, победный, гол в ворота «Барселоны» в матче Лиги чемпионов, после чего ЦСКА прошёл в групповой этап.
В 1994 безуспешно пытался заиграть в московских «Динамо» и «Торпедо», в 1996 — в южнокорейском клубе «Пучхон Юкон». В 1998—2004 годах играл в Беларуси, в 2000 году получил приглашение в сборную Беларуси, но не получил разрешения от РФС. После 2005 года завершил профессиональную карьеру, а в 2007 тренерская работа - тренировал московский «Зенит». В 2008 играл за клуб ЛФЛ «ТЭКС» Ивантеевка.
С 2009 года тренер ДЮСШ ЦСКА.

## Достижения
- Чемпион (2000, 2003) и серебряный (1999) призёр чемпионата Беларуси.
- Обладатель Кубка Беларуси (1999/2000).
- Трижды включался в список 22-х лучших игроков белорусского первенства (1998, 1999, 2000).
- Лучший полузащитник чемпионата Беларуси-99.